# Lorraine-Dietrich Type EOB
Der Lorraine-Dietrich Type EOB ist ein Lkw-Modell der 1900er Jahre. Hersteller war Lorraine-Dietrich in Frankreich.

## Beschreibung
Das Modell stand von 1907 bis 1908 im Sortiment. Zur gleichen Zeit gab es mit dem Type EIB einen wesentlich schwächer motorisierten Lkw.
Der Motor basiert auf jenem des Type EO. Er entstand nach einer Lizenz von Turcat-Méry. Er ist ein Vierzylinder-Reihenmotor. Er ist als L-Kopf-Motor mit SV-Ventilsteuerung ausgeführt. Jeweils zwei Zylinder sind paarweise zusammengegossen. 130 mm Bohrung und ein verlängerter Hub von 180 mm ergeben 9556 cm³ Hubraum. Der Motor war damals in Frankreich steuerlich mit 40 CV eingestuft und wurde auch 40 CV genannt.
Der Motor ist vorn längs im Fahrgestell eingebaut. Er treibt über ein Vierganggetriebe und Ketten die Hinterräder an. Die Bremse wirkt zeittypisch nur auf die Hinterachse.